# Новаки (Соп'є)
Новаки (хорв. Novaki) — населений пункт у Хорватії, у Вировитицько-Подравській жупанії у складі громади Соп'є.

## Населення
Населення за даними перепису 2011 року становило 349 осіб.
Динаміка чисельності населення поселення:

## Клімат
Середня річна температура становить 11,44 °C, середня максимальна – 26,11 °C, а середня мінімальна – -5,68 °C. Середня річна кількість опадів – 733 мм.
| Клімат поселення                              | Клімат поселення | Клімат поселення | Клімат поселення | Клімат поселення | Клімат поселення | Клімат поселення | Клімат поселення | Клімат поселення | Клімат поселення | Клімат поселення | Клімат поселення | Клімат поселення | Клімат поселення |
| Показник                                      | Січ.             | Лют.             | Бер.             | Квіт.            | Трав.            | Черв.            | Лип.             | Серп.            | Вер.             | Жовт.            | Лист.            | Груд.            |                  |
| Середній максимум, °C                         | 6,02             | 8,15             | 12,83            | 17,37            | 22,81            | 26,11            | 25,44            | 24,87            | 20,40            | 15,26            | 9,60             | 5,10             |                  |
| Середня температура, °C                       | 0,17             | 2,30             | 7,00             | 11,52            | 16,98            | 20,26            | 21,84            | 21,27            | 16,80            | 11,64            | 6,00             | 1,50             |                  |
| Середній мінімум, °C                          | −5,68            | −3,57            | 1,13             | 5,67             | 11,13            | 14,42            | 18,24            | 17,67            | 13,20            | 8,02             | 2,38             | −2,1             |                  |
| Норма опадів, мм                              | 43               | 39               | 44               | 58               | 71               | 88               | 69               | 72               | 60               | 63               | 72               | 54               |                  |
| Середньомісячна швидкість вітру, м/с          | 2.20             | 2.50             | 2.80             | 2.70             | 2.40             | 2.20             | 2.11             | 1.90             | 2.00             | 2.00             | 2.20             | 2.29             |                  |
| Середньомісячна сонячна радіація, кДж/м²·день | 4109             | 6868             | 10757            | 15276            | 19373            | 21478            | 22242            | 19831            | 14651            | 8988             | 4614             | 3404             |                  |
| --------------------------------------------- | ---------------- | ---------------- | ---------------- | ---------------- | ---------------- | ---------------- | ---------------- | ---------------- | ---------------- | ---------------- | ---------------- | ---------------- | ---------------- |
| Джерело:                                      |                  |                  |                  |                  |                  |                  |                  |                  |                  |                  |                  |                  |                  |